# Савартес
Саварте́с (фр. Savarthès, окс. Eth Savartés) — коммуна во Франции, находится в регионе Юг — Пиренеи. Департамент — Верхняя Гаронна. Входит в состав кантона Сен-Годенс. Округ коммуны — Сен-Годенс.
Код INSEE коммуны — 31537.

## География
Коммуна расположена приблизительно в 650 км к югу от Парижа, в 75 км к юго-западу от Тулузы.

## Климат
Климат умеренно-океанический. Зима мягкая и снежная, весна характеризуется сильными дождями и грозами, лето сухое и жаркое, осень солнечная. Преобладают сильные юго-восточные и северо-западные ветры.

## Население
Население коммуны на 2010 год составляло 154 человека.
| 1962 | 1968 | 1975 | 1982 | 1990 | 1999 | 2010 |
| ---- | ---- | ---- | ---- | ---- | ---- | ---- |
| 113  | 117  | 99   | 98   | 105  | 122  | 154  |

## Администрация
| Период | Период | Фамилия    | Партия | Примечания |
| ------ | ------ | ---------- | ------ | ---------- |
| 2001   | 2014   | Пьер Руже  |        |            |
| 2014   | 2020   | Жозе Пажес |        |            |

## Экономика
В 2010 году среди 100 человек трудоспособного возраста (15—64 лет) 78 были экономически активными, 22 — неактивными (показатель активности — 78,0 %, в 1999 году было 75,0 %). Из 78 активных жителей работали 74 человека (42 мужчины и 32 женщины), безработных было 4 (0 мужчин и 4 женщины). Среди 22 неактивных 6 человек были учениками или студентами, 11 — пенсионерами, 5 были неактивными по другим причинам.